# Aliulus caddoensis
Aliulus caddoensis är en mångfotingart som beskrevs av Ottis Robert Causey 1950. Aliulus caddoensis ingår i släktet Aliulus och familjen Parajulidae. Inga underarter finns listade i Catalogue of Life.